# Orectochilus indicus
Orectochilus indicus is een keversoort uit de familie van schrijvertjes (Gyrinidae). De wetenschappelijke naam van de soort is voor het eerst geldig gepubliceerd in 1884 door Régimbart.